# Louisa Jacobson
Louisa Jacobson Gummer (* 12. Juni 1991) ist eine US-amerikanische Schauspielerin und Model.

## Leben
Louisa Jacobson wurde 1991 als jüngste Tochter der Schauspielerin Meryl Streep und des Bildhauers Don Gummer geboren. Ihre Geschwister sind Henry Wolfe Gummer, Mamie Gummer und Grace Gummer. Sie besuchte das Vassar College, das sie als Bachelor of Arts abschloss. Außerdem studierte sie in Oxford an der British American Drama Academy. An der Yale School of Drama absolvierte sie ein Schauspielstudium, das sie 2019 als Master of Fine Arts beendete.
Als Model stand sie unter anderem für Roberto Cavalli, die italienische Vanity Fair, sowie Glamour und Clare Vivier vor der Kamera.
Am Yale Repertory Theatre spielte sie 2017 in einer Bühnenfassung des Romans Native Son von Richard Wright die Rolle der Mary Dalton. Beim Williamstown Theatre Festival in Williamstown im Bundesstaat Massachusetts stand sie 2018 als Janice in The Member of the Wedding auf der Bühne. 2019 verkörperte sie die Julia in Romeo und Julia in einer Produktion des Old Globe Theatre.
Für die HBO-Serie The Gilded Age von Julian Fellowes stand sie als Protagonistin Marian Brook an der Seite von Denée Benton als Autorin Peggy Scott sowie Christine Baranski und Cynthia Nixon als ihre Tanten vor der Kamera. In der deutschsprachigen Fassung wurde sie von Magdalena Höfner synchronisiert.
Sie tritt unter dem Namen Jacobson in Erscheinung, da bereits eine andere Schauspielerin unter dem Namen Louisa Gummer aktiv war und die Schauspielergewerkschaft Screen Actors Guild (SAG) Namensdopplungen vermeiden möchte.

## Filmografie (Auswahl)
- 2019: Gone Hollywood (Fernsehfilm)
- seit 2022: The Gilded Age (Fernsehserie)
- 2025: Was ist Liebe wert – Materialists (Materialists)